# Vermont

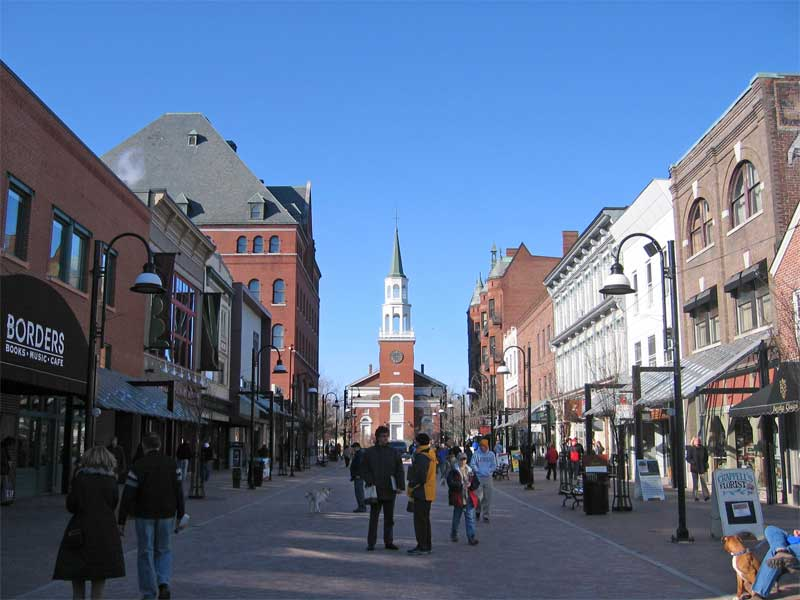
Church Street, Burlington

Vermont (engl. Aussprache [vɚˈmɑnt] ) ist ein Bundesstaat der Vereinigten Staaten von Amerika und Teil von Neuengland. Die Hauptstadt ist Montpelier.
Er ist vor allem für seinen Ahornsirup, die Milchwirtschaft, den Abbau und die Weiterverarbeitung von Marmor und die idyllischen Berglandschaften bekannt. Die Green Mountains und der Lake Champlain sind beliebte Erholungsgebiete, weshalb er den Beinamen Green Mountain State trägt. Viele Wohlhabende der umliegenden Bundesstaaten besitzen hier ein Wochenendhaus.
Die Berge, Flüsse und Seen bieten sich für Freizeitaktivitäten von Skifahren im Winter bis hin zum Angeln (Fliegenfischen), Wandern, Trekking und Camping in den anderen Jahreszeiten an. Im Herbst prägt das sich verfärbende Herbstlaub des so genannten Indian Summer die Landschaft.

## Geografie
Vermont grenzt im Norden an Kanada (15 Grenzübergänge), im Westen an New York (Bundesstaat), im Süden an Massachusetts und im Osten an New Hampshire, wo der Connecticut River die Grenze bildet. 77 Prozent des Staates sind von Laubwäldern, insbesondere Ahornbäumen, bedeckt.
Der Lake Champlain ist der größte See Vermonts und das neuntgrößte Binnengewässer der Vereinigten Staaten. Er ist etwa 180 Kilometer lang, 19 Kilometer breit und bildet etwa 50 Prozent der Westgrenze Vermonts. Am Rande des Sees liegt das fruchtbare Champlain-Tal. Die Green Mountains sind ein stark bewaldetes Mittelgebirge; seine Nord-Süd-Achse verläuft nahezu über die gesamte Länge von Vermont. Im Südwesten Vermonts liegen die Taconic-Berge.

## Fauna und Flora

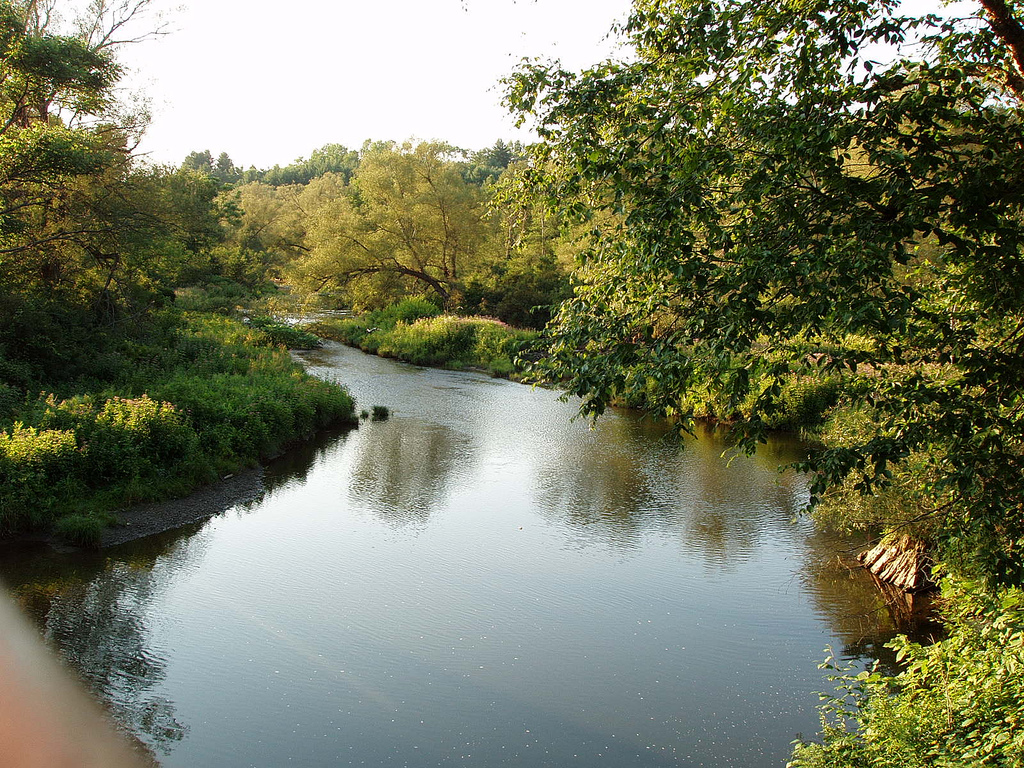
Winooski River, Montpelier

Zur Gewinnung von Ackerland rodete man die Wälder; um 1850 waren nahezu 70 Prozent der einst großen Bestände abgeholzt. In den folgenden Jahrzehnten zogen viele der in Vermont ansässigen Landwirte in den Wilden Westen oder in Industriestädte an der Ostküste. Etliche der Farmen verfielen allmählich, und die Flächen verwaldeten wieder. Die Bestände zuvor nahezu ausgerotteter Arten (Braunbären, Elche, Kojoten und wilde Truthähne) nahmen wieder zu.

## Bevölkerung

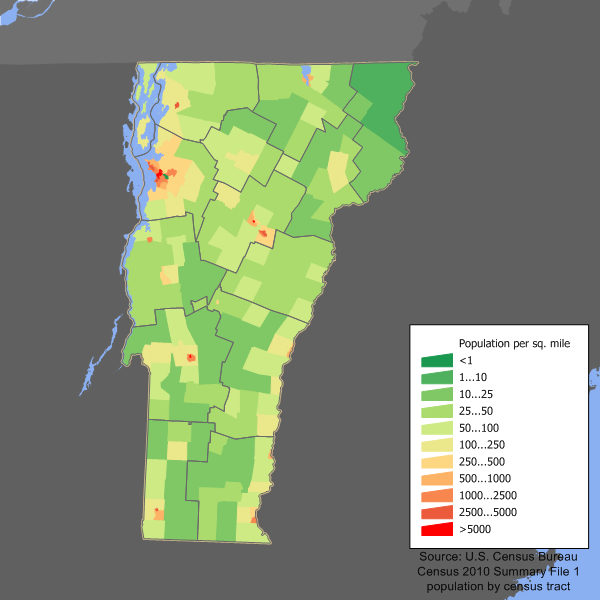
Bevölkerungsdichte

Die Bevölkerungszusammensetzung ist der von New Hampshire sehr ähnlich. Im Jahre 2012 waren 95,4 % der Bevölkerung Weiße (23,3 % französischer oder franko-kanadischer Herkunft, 18,4 % imaginieren sich englischer Herkunft, 16,4 % haben irische Vorfahren und 9,1 % deutsche Ahnen). Die restlichen 4,6 % verteilen sich auf Afroamerikaner (1,1 %), Asiatische Amerikaner (1,4 %) und Indianer (0,4 %). 1,6 % waren Hispanics oder Latinos. Besonders im Norden leben viele französischstämmige Personen, und die französische Sprache ist auch noch als Umgangssprache anzutreffen. Vermont ist der Bundesstaat der USA mit dem höchsten Anteil an Weißen.
Zur Charakteristik der hiesigen Bevölkerung verfasste der Schriftsteller und Dramatiker Carl Zuckmayer, der in den 1940er-Jahren in Vermont eine Farm gepachtet und bewirtschaftet hatte, folgende Beschreibung:

„Was heute in Vermont, in dem es viele verlassene, langsam zerfallende und wieder vom Wald überwuchernde Farmen gibt, noch auf seiner Heimstatt lebt, das sind die Nachkommen jener ursprünglichen Siedler, die zu eigensinnig und landverbunden waren, um den Aufbruch nach dem Westen, die große Völkerwanderung nach ‚besseren Weidegründen‘, mitzumachen. Daher eignet diesen Leuten ein Zug von Starrsinn und Hartnäckigkeit, auch von Verkauztheit, der Europäern leichter verständlich ist als vielen Amerikanern. Ein sonderlich abgeschlossenes Volk mit einem schrulligen, oft etwas maliziösen Humor, nonkonformistisch bis in die Knochen, eigenwillig bis zur Eigenbrötelei, doch niemals ohne die natürliche Bindung in der Gemeinde, die selbstverständliche, phrasenlose Bereitschaft zu gegenseitiger Hilfe.“

### Religionen
Die mitgliederstärksten Religionsgemeinschaften im Jahre 2010 waren die katholische Kirche mit 128.293, die evangelische United Church of Christ mit 16.392 und die United Methodist Church mit 14.710 Anhängern.

### Größte Städte
| Ort              |                  |  |        | Einwohner |
| Burlington       | Burlington       |  | 44.743 | 44.743    |
| Essex            | Essex            |  | 22.094 | 22.094    |
| South Burlington | South Burlington |  | 20.292 | 20.292    |
| Colchester       | Colchester       |  | 17.524 | 17.524    |
| Rutland          | Rutland          |  | 15.807 | 15.807    |
| Bennington       | Bennington       |  | 15.333 | 15.333    |
| Brattleboro      | Brattleboro      |  | 12.184 | 12.184    |
| Milton           | Milton           |  | 10.723 | 10.723    |
| Hartford         | Hartford         |  | 10.686 | 10.686    |
| Williston        | Williston        |  | 10.103 | 10.103    |
| Springfield      | Springfield      |  | 9.062  | 9.062     |
| Barre            | Barre            |  | 8.491  | 8.491     |
| Census 2020      |                  |  |        |           |

## Geschichte
Vermont gehörte in der Kolonialzeit Nordamerikas zur Kolonie New York. Ursprünglich war Vermont das Heimatgebiet der Indianervölker der Irokesen, Algonkin und Abenaki. 1609 erklärte der französische Entdecker Samuel de Champlain die Umgebung des heutigen Lake Champlain angesichts der ihn umgebenden Berge als „Les Verts Monts“ (Green Mountains, Grüne Berge), was später zum heutigen Namen anglisiert wurde.

### Britische Kolonialzeit

Thomas Chittenden

Der Vertrag von Paris, der 1763 den Siebenjährigen Krieg (hier auch „Franzosen- und Indianerkrieg“ genannt) beendete, teilte das Gebiet zunächst den Briten zu. Teile der Region wurden zu verschiedenen Zeiten durch die Kolonien beziehungsweise die späteren Staaten New York und New Hampshire kontrolliert. Im Unabhängigkeitskrieg kämpften Ethan Allen und seine so genannten Green Mountain Boys gegen die Briten, was in der Eroberung von Fort Ticonderoga seinen Höhepunkt fand, und gegen die bereits erwähnten, nunmehr von den Briten besetzten Staaten.
Am 18. Januar 1777 erklärte sich Vermont zur unabhängigen Republik (in den ersten sechs Monaten noch als New Connecticut, vom Juli an als Vermont). Während dieser Zeitspanne wurde die erste Verfassung Vermonts vorgelegt und ratifiziert, die erste geschriebene Verfassung eines unabhängigen Staates in Nordamerika und der Neuen Welt. Sie wies schon damals weitestgehende Freiheitsrechte auf, schaffte als erster Staat Nordamerikas die Sklaverei ab, garantierte allen Männern das gleiche, von jeglichen Vermögensverhältnissen unabhängige Wahlrecht und enthielt die Verpflichtung, dass der Staat allen seinen Bürgern eine Schulbildung ermöglicht. Thomas Chittenden, der politische Kopf der Region, wurde ihr erster Gouverneur. 1791 trat Vermont der Union als 14. Mitglied bei. 1793 wurde die noch heute weitgehend gültige Verfassung verabschiedet. Für den Zeitraum der Unabhängigkeit von 1777 bis 1791 haben spätere Historiker den Ausdruck Vermont Republic geprägt.

### Bürgerkrieg
Als verlässliche Scharfschützen und robuste „Naturburschen“ waren die Vermonter, die im Uniformenchaos der Anfangstage als Nordstaatler in grauen Uniformen mit violetten Litzen antraten, für die Generäle der Unionsarmee gern gesehene Einsatzkräfte. So befahl General John Sedgwick in der Schlacht von Gettysburg wörtlich: „Schickt die Vermonter voraus und haltet die Reihen geschlossen!“. Doch die Verluste waren enorm: Zusammen mit Virginia im Süden hatte Vermont proportional zur Bevölkerung die meisten Gefallenen zu beklagen. Erwähnenswert ist der St.-Albans-Vorfall am 19. Oktober 1864 in der Stadt St. Albans im Franklin County, der als die nördlichste Aktion an Land, die von Angehörigen der konföderierten Armee während des Amerikanischen Bürgerkrieges ausgeführt wurde, in die Geschichte eingegangen ist.

### 1865 bis heute
Als die Frau von Präsident Abraham Lincoln 1863 hier den Sommer verlebte, brachte sie die Region als Urlaubsgebiet ins Gespräch. Heute ist Vermont zu jeder Jahreszeit eines der wichtigsten Urlaubsziele der Vereinigten Staaten. Im Jahr 2005 schätzte man die Zahl der Ausflüge und Ferienreisen nach Vermont auf 13,4 Millionen. Gemäß der Volkszählung des Jahres 2000 waren beinahe 15 % aller Häuser im Staat für Urlaubs- und Erholungszwecke bzw. als Zweitwohnungen klassifiziert – ein in den USA nur noch von Maine übertroffener Anteil. 1938 richtete der Neuengland-Hurrikan schwere Schäden an, 2011 der Hurrikan Irene.
1999 entschied der Oberste Gerichtshof Vermonts, dass allen homosexuellen Paaren erlaubt sein müsse, zu heiraten oder zumindest einen gleichwertigen rechtlichen Status zu erlangen. Mehr als die Hälfte der Wähler unterstützte dies, und so wurde von der Legislative und von Gouverneur Howard Dean ein entsprechendes Gesetz ratifiziert. Im April 2009 war Vermont damit der erste US-Bundesstaat, der die gleichgeschlechtliche Ehe einführte.

## Politik

### Staatsverfassung von Vermont
Die Verfassung des Staates Vermont datiert vom 9. Juli 1793 (mit seitherigen Änderungen) und besteht aus zwei Teilen. Der erste Teil ist die „Deklaration der Rechte der Einwohner des Staates Vermont“ (Declaration of Rights of the Inhabitants of the State of Vermont) und wurde ursprünglich 1777, also zwölf Jahre vor der Bill of Rights der Vereinigten Staaten verfasst. Der zweite Teil ist der 1793 verfasste, weitgehend auf die Vorgängerverfassung von 1777 zurückgehende „Grundriss oder Rahmen der Staatsgewalt“ (Plan or Frame of Government), der die Grundlagen und Funktionen der drei Staatsgewalten beschreibt.
Die exekutive Gewalt liegt beim Gouverneur, der die Minister und sonstigen Staatsbeamten ernennt. Die legislative Gewalt liegt beim Zweikammerparlament, das General Assembly heißt und aus dem Repräsentantenhaus und dem Senat besteht. Die judikative Gewalt liegt bei den Gerichten; oberstes staatliches Gericht ist der Supreme Court, der sich aus fünf Richtern zusammensetzt. Änderungen der Verfassung können nur von der General Assembly, nicht vom Gouverneur vorgeschlagen werden; es bedarf hierzu einer Zweidrittelmehrheit im Senat, der einfachen Mehrheit im Repräsentantenhaus sowie der erneuten Zustimmung in einer neugewählten Assembly; zuletzt unterliegt die geplante Änderung einer allgemeinen Volksabstimmung.

### Vermont Legislature
Die Vermont General Assembly (Parlament) besteht aus:
- Repräsentantenhaus von Vermont
- Senat von Vermont

### Gouverneure
Von 2011 bis Januar 2017 amtierte als Gouverneur Peter Shumlin (Demokrat). Sein Nachfolger wurde am 5. Januar 2017 der bisherige Vizegouverneur Phil Scott (Republikaner). Im Gegensatz zu den meisten US-Bundesstaaten wird der Gouverneur nicht alle vier, sondern alle zwei Jahre gewählt; dies ist ansonsten nur noch in New Hampshire der Fall.
- Liste der Gouverneure von Vermont
- Liste der Vizegouverneure von Vermont

### Vermont und die nationale Politik
| Jahr | Republikaner   | Demokraten     |
| ---- | -------------- | -------------- |
| 2024 | 32,3 % 119.395 | 63,8 % 235.791 |
| 2020 | 30,7 % 112.704 | 66,1 % 242.820 |
| 2016 | 29,8 % 095.369 | 55,7 % 178.573 |
| 2012 | 31,0 % 092.698 | 66,6 % 199.239 |
| 2008 | 30,5 % 098.974 | 67,5 % 219.262 |
| 2004 | 38,8 % 121.180 | 58,9 % 184.067 |
| 2000 | 40,7 % 119.775 | 50,6 % 149.022 |
| 1996 | 31,1 % 080.352 | 53,4 % 137.894 |
| 1992 | 30,4 % 088.122 | 46,1 % 133.592 |
| 1988 | 51,1 % 124.331 | 47,6 % 115.775 |
| 1984 | 57,9 % 135.865 | 40,8 % 095.730 |
| 1980 | 44,4 % 094.628 | 38,4 % 081.952 |
| 1976 | 54,3 % 102.085 | 43,1 % 081.004 |
| 1972 | 62,9 % 117.149 | 36,6 % 068.174 |
| 1968 | 52,8 % 085.142 | 43,5 % 070.255 |
| 1964 | 30,4 % 054.942 | 66,3 % 108.127 |
| 1960 | 58,7 % 098.131 | 41,4 % 069.186 |
| 1956 | 72,2 % 110.390 | 27,8 % 042.549 |
| 1952 | 71,5 % 109.717 | 28,2 % 043.355 |

Bei den Präsidentschaftswahlen nach 1988 näherte sich Vermont, ähnlich wie Connecticut, zunehmend den Demokraten an.  Vermont ist daher als sicherer Blue State zu betrachten. Seit 1992 gewann hier jeder Präsidentschaftskandidat der Demokratischen Partei mit zunehmend größeren Prozentanteilen.
Die Senatoren Bernie Sanders (unabhängig, bis Januar 2031) und Peter Welch (Demokrat, bis Januar 2027) vertreten gemeinsam mit der einzigen dem Staat zustehenden Abgeordneten im Repräsentantenhaus, der Demokratin Becca Balint, die Interessen Vermonts im Kongress in Washington.
Da Vermont trotz seiner geringen Größe und Bevölkerung zwei Senatssitze innehat, verleitet es oft auswärtige Kandidaten (die so genannten Carpetbaggers), sich hier für einen vermeintlich leichten Wahlkampf aufstellen zu lassen. Dies wurde jedoch oft von gewitzten Ortsansässigen vereitelt. So besiegte 1998 ein 79-jähriger Rentner namens Fred Tuttle den Multimillionär Jack McMullen aus Massachusetts bei der Primary der Republikaner. Tuttle erreichte mit einem Wahlkampfbudget von nur 201 Dollar alleine 55 % der Vorwahlstimmen, um im anschließenden Wahlverfahren zugunsten des von ihm selbst favorisierten Patrick Leahy zu verzichten.

#### Mitglieder im 119. Kongress
|  | Name         | Mitglied seit | Parteizugehörigkeit |
|  | ------------ | ------------- | ------------------- |
|  | Becca Balint | 2023          | Demokratin          |

|  | Name                     | Mitglied seit | Parteizugehörigkeit |
|  | ------------------------ | ------------- | ------------------- |
|  | Bernard „Bernie“ Sanders | 2007          | parteilos           |
|  | Peter Welch              | 2023          | Demokrat            |

- Liste der US-Senatoren aus Vermont
- Liste der Mitglieder des US-Repräsentantenhauses aus Vermont

### Verwaltungsgliederung
Vermont ist in 14 Countys unterteilt: Addison, Bennington, Caledonia, Chittenden, Essex, Franklin, Grand Isle, Lamoille, Orange, Orleans, Rutland, Washington, Windham und Windsor.
- Liste der Countys in Vermont

## Bildung
Die wichtigste Hochschule ist die University of Vermont. Weitere Hochschulen sind in der Liste der Universitäten in Vermont verzeichnet.

## Kultur und Sehenswürdigkeiten

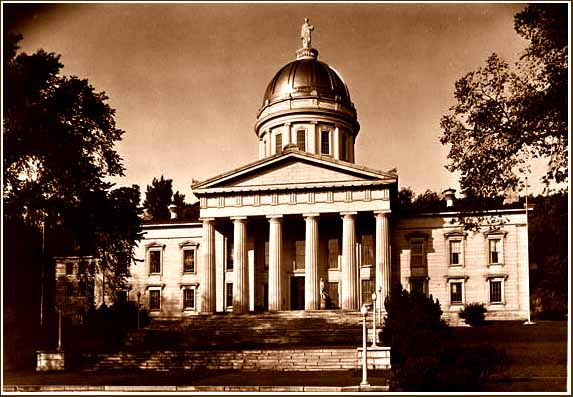
Vermont State Capitol, Montpelier, um 1933

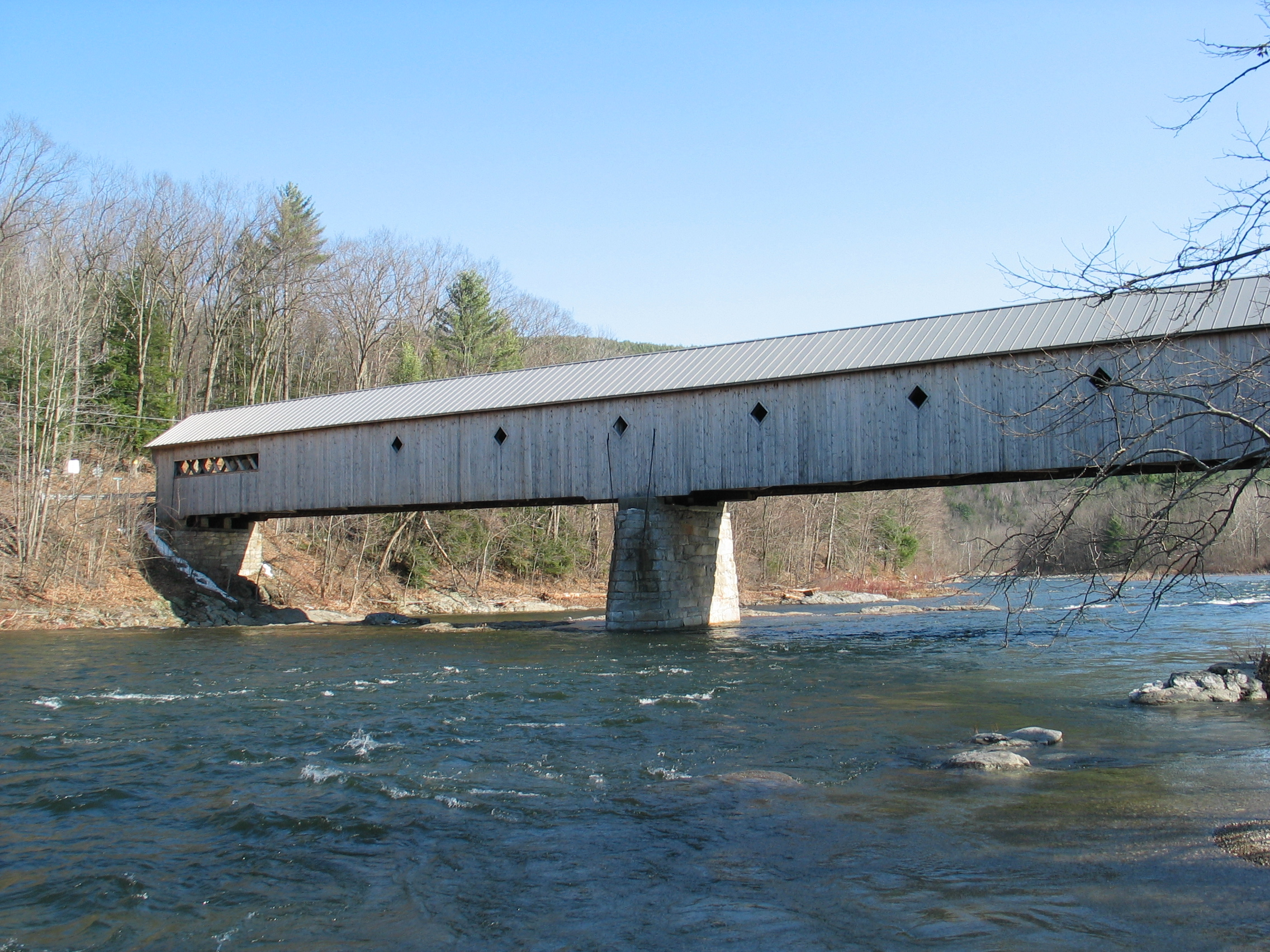
Covered Bridge, Dummerston

- Bennington-Museum, Ausstellung mit Hauptwerken von Grandma Moses,
- Billings Farm, landwirtschaftlicher Musterbetrieb und Freilichtmuseum,
- Brattleboro, Kurort mit alternativer Szene,
- Wilmington (Vermont) und West Dover, Skiorte,
- Dorset (Vermont) und Newfane,
- American Precision Museum in Windsor (Vermont), Werkzeugmuseum,
- Vermont State Capitol in Montpelier,
- Northeast Kingdom, noch weitgehend unberührte Natur mit klaren Seen und dichten Bergwäldern,
- Shelburne, Museum und Musterfarm,
- Arlington, Schauplatz des Unabhängigkeitskrieges,
- New England Maple Museum, bei Pittsford, alles zur Herstellung und Verarbeitung des Ahornsirups,
- Covered Bridges an der Bundesstraße 67 A westlich von Bennington.

### Sport
Die 2. Special Olympics World Winter Games wurden vom 8. bis 13. März 1981 in Stowe und in Smugglers’ Notch veranstaltet.
Es gab Wettkämpfe in den drei Sportarten Ski Alpin, Skilanglauf und Eisschnelllauf. 600 Athleten aus den USA reisten für die Spiele an.

## Wirtschaft und Infrastruktur
Das reale Bruttoinlandsprodukt pro Kopf (engl. per capita real GDP) lag im Jahre 2016 bei USD 49.780 (nationaler Durchschnitt der 50 US-Bundesstaaten: USD 57.118; nationaler Rangplatz: 34 von 50). Die Arbeitslosenrate lag im November 2017 bei 2,9 % (Landesdurchschnitt: 4,1 %).
- Agrarsektor: Molkereiprodukte (vor allem Käse), Ben & Jerry's (Eis), Rinder, Pferdezucht (Morgan-Pferd, stämmige und ausdauernde Rasse), Heu, Äpfel, Cider, Ahornsirupprodukte.
- Industrie: Elektroartikel, Werkzeugindustrie, Druckereierzeugnisse, Verlage, Papierprodukte, Asbest-, Granit-, Marmor- und Schieferabbau, sowie deren Verarbeitung und mit Burton die älteste Snowboardproduktion.
- Dienstleistungen: Sitz diverser Lebensversicherungen und Feuerversicherungen, Tourismus.

### Verkehr

#### Eisenbahn

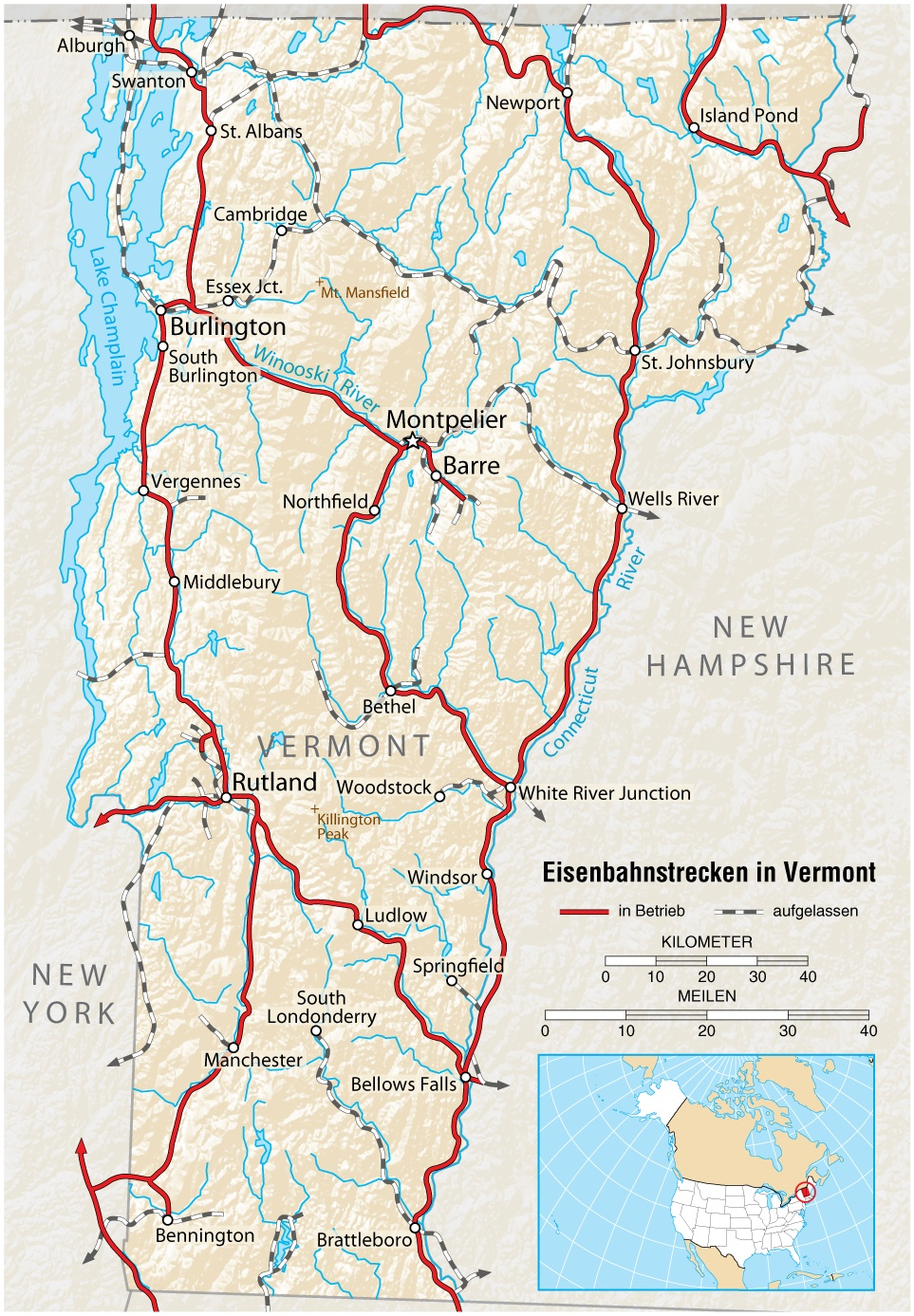
Eisenbahnnetz

Das Eisenbahnnetz von Vermont umfasste 2005 rund 914 Kilometer. Den Güterverkehr bewältigen hauptsächlich die Vermont Railway mit ihren Tochtergesellschaften sowie die New England Central Railroad. Amtrak bietet zwei Expresszüge aus Richtung New York City an. Der Ethan Allen verkehrt über Albany nach Rutland und hält in Vermont außerdem in Fair Haven.
Der Vermonter fährt in gut 13 Stunden von Washington, D.C. über New York City und Springfield nach St. Albans und bedient innerhalb des Bundesstaats die Bahnhöfe in Brattleboro, Bellows Falls, Windsor-Mt. Ascutney, White River Junction, Randolph, Montpelier-Barre, Waterbury-Stowe, Burlington-Essex Junction und St. Albans. Daneben verkehren auf den Strecken des Vermont Rail Systems mehrere Touristenzüge.

#### Luftverkehr
Der Bundesstaat Vermont verfügt über eine Anzahl von Flughäfen, von denen der Burlington International Airport der verkehrsreichste ist.

## Sonstiges
- Hymne: These Green Mountains

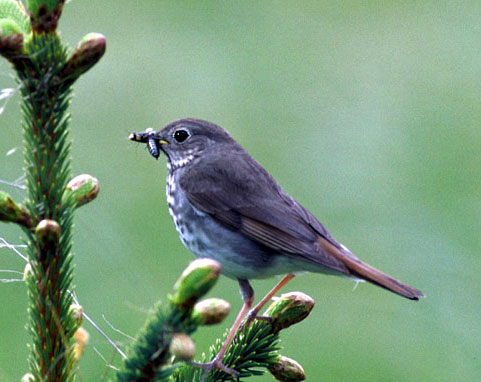
Einsiedlerdrossel

- Staatsvogel: Einsiedlerdrossel Catharus guttatus

### Überblickswerke
- John J. Duffy, Samuel B. Hand, Ralph H. Orth: The Vermont Encyclopedia. Univ. Pr., Hanover, N.H. 2003, ISBN 1-58465-086-9.
- Vermont Atlas & Gazetteer. DeLorme, Freeport, Me 2000, ISBN 0-89933-322-2.

### Geschichte
- William A. Haviland, Marjory W. Power: The Original Vermonters. Native Inhabitants, Past and Present. University of Vermont Press, 1994.
- Jan Albers: Hands on the Land. A History of the Vermont Landscape. MIT Press, Cambridge, Mass. 2000, ISBN 0-262-01175-1.
- Christopher M. Klyza, Stephen C. Trombulak: The Story of Vermont. A natural and cultural history. Univ. Pr., Hanover, N.H. 1999, ISBN 0-87451-936-5.
- Joe Sherman: Fast Lane on a Dirt Road. A Contemporary History of Vermont. Chelsea Green Publ., Hanover, N.H. 2000, ISBN 1-890132-74-8.

### Geographie, Bevölkerung
- Steve Rodgers: Country Towns of Vermont. McGraw-Hill, New York 1998, ISBN 1-56626-195-3.

### Touristisches
- APA Guide USA Neuengland. Langenscheidt, Berlin 2001, insbes. ISBN 3-8268-2415-6, S. 242–271.
- Kim Grant et al.: Vermont, an Explorer’s Guide. Countryman Pr., New Haven 2002, ISBN 0-88150-519-6.